# ألان بوند (مهندس)
ألان بوند (بالإنجليزية: Alan Bond)‏ هو مهندس بريطاني، ولد في يونيو 1944 في Ripley, Derbyshire ‏ في المملكة المتحدة.